# 大正浪漫 (歌曲)
《大正浪漫》（日语： taishōrouman ?）是日本雙人音樂組合YOASOBI的第十三首單曲，於2021年9月15日發行。此曲是monogatary.com「將小說音樂化」企劃的第五部作品，以《夜遊改編小說大賽vol. 2》的得獎作品、由NATSUMI所著的同名小說《大正浪漫》為原型創作。

## 製作與背景
《大正浪漫》由Ayase創作，ikura演唱。是首時長2分48秒，每分鐘130拍的升C小調日本流行音樂。 
2020年7月20日，由索尼音樂娛樂營運的小說網站monogatary.com舉辦了《夜遊改編小說大賽vol. 2》，優勝作品將會在雙葉社旗下刊物出版，以及作為YOASOBI新曲的改編原型。同年10月30日，新人作家NATSUMI所著的小說《大正浪漫》（大正ロマンス）從2,086篇小說作品中脱穎而出，成為大賽的優勝作品，講述一名生活在令和時期的男生時翔意外收到來自大正時期的女生千代子的來信，隨後成為筆友並發展出戀情的愛情故事。 
2021年8月8日，YOASOBI在YouTube直播活動「夜遊反省會」上宣佈將會改編得獎小說《大正浪漫》來製作新曲，但歌曲標題會改以全漢字標示，而原作小說亦會在大幅加筆後以此名於9月16日以書籍形式出版。YOASOBI隨後在9月初一次在銀座索尼公園的表演上預告並演唱了《大正浪漫》，並在9月15日正式發行該曲。

## 歌詞內容概述
《大正浪漫》講述一段跨越一百年的超時空戀情。一名男生意外收到一封由大正時期的女生所寫的信件，並出於好奇而回信，二人隨後成為筆友，並漸漸愛上了對方。男生得知女生所處的時期將會發生浩劫，特此寫信警告女生，希望女生能立即前往避難，女生在此後再沒有回信。男生以為女生在浩劫中罹難，但其實女生僥幸逃過浩劫，並在火災過後收到信件。季節交替，女生在災後留下的信件終於傳到男生手中，男生於是將信件視作女生在她的時代活着的證明，並決意終有一天將自己時代的見聞傳達給她。

## 音樂影片
YOASOBI於2021年9月13日在YouTube推出了預告片，影片擷取了部份音樂影片中的動畫場景，並配合ikura朗讀《大正浪漫》原著小說的部份章節。而〈大正浪漫〉的音樂影片於9月16日晚上8時在YouTube上正式發佈。該影片與NTT DOCOMO的新企劃「二次元遊樂場」聯動，由動畫制作公司SHAFT製作、木村真二執導，而角色設計則由漫畫家窪之內英策負責。

## 收錄歌曲
| 數位下載 | 數位下載 | 數位下載 | 數位下載 | 數位下載 |
| 曲序     | 曲目     | 词曲     | 编曲     | 时长     |
| -------- | -------- | -------- | -------- | -------- |
| 1.       |          | Ayase    | Ayase    | 2:48     |
| 总时长： | 总时长： | 总时长： | 总时长： | 2:48     |

## 註腳
1. ↑  所作小說使用的一詞是英語「romance」的音譯，20世紀初由文學家夏目漱石提出將「romance」一詞音意兼顧譯為「浪漫」。
2. ↑  原著小說中為關東大地震。

## 外部連結
- 《大正浪漫》MV
- 《大正浪漫》伴奏